# Ceropegia santapaui
Ceropegia santapaui är en oleanderväxtart som beskrevs av Wadhwa och Ansari. Ceropegia santapaui ingår i släktet Ceropegia och familjen oleanderväxter. Inga underarter finns listade i Catalogue of Life.